# 越奸
越奸在越南語中指代出賣越南利益的越南人。這個詞自封建時代就存在，從1945年起越盟正式在法律文件中使用它來指代與法國殖民者合作的越南人。越盟的政策包括“武裝人民、懲治越奸”和“沒收法日帝國主義和越奸的資產”，1953年1月20日，胡志明在北越頒布第133-SL號令“以懲治越奸、反動和叛國行為”。